# Всемирный боксёрский совет
Всемирный боксёрский совет (ВБС) (англ. World Boxing Council; WBC) — профессиональная боксёрская организация. Основана в 1963 году одиннадцатью национальными организациями бокса: Аргентины, Бразилии, Великобритании, Венесуэлы, Мексики, Панамы, Перу, США, Филиппин, Франции, Чили. Возглавлялся Хосе Сулейманом.
Чемпионами мира по версии Совета были: Майк Тайсон, Мухаммед Али, Насим Хамед, Ларри Холмс, Леннокс Льюис, Рой Джонс-младший, Геннадий Головкин, Флойд Мейвезер-младший, Рэй Леонард, Джордж Форман, Джо Фрейзер, Роберто Дуран, Хулио Сесар Чавес, Константин Цзю, Оскар де ла Хойя, Олег Маскаев, Виталий Кличко, Деонтей Уайлдер, Григорий Дрозд, Тайсон Фьюри, Александр Усик, Артур Бетербиев,   Дмитрий Бивол.
В 1990 году в состав Всемирного боксёрского совета вошло Восточно-Европейское боксёрское бюро (ЕЕВВ), которое в 1993 году преобразовано в Бюро СНГ и славянских стран.
В октябре 2013 года WBC объявило о проведении крупного турнира в четырёх весовых категориях, победители которых станут обязательными претендентами на титулы чемпиона мира.
23 января 2014 года стало известно что временно сроком на 90 дней и. о. руководителя ВБС будет Маурисио Сулейман, сын покойного Хосе Сулеймана.
В августе 2020 года WBC приняло решение создать новую, 18-ю весовую категорию — Бриджервейт.
В ответ на российское вторжение в Украину WBC заблокировал чемпионские бои с участием российских и белорусских боксеров.

## Чемпионы мира

### Действующие чемпионы мира
| Весовая категория       | Чемпион           | Дата завоевания |
| ----------------------- | ----------------- | --------------- |
| Тяжёлый вес             | Александр Усик    | 18 мая 2024     |
| Бриджервейт             | Кевин Лерена      | 8 октября 2024  |
| Первый тяжёлый вес      | Баду Джек         | 11 декабря 2024 |
| Полутяжёлый вес         | Дэвид Бенавидес   | 7 апреля 2025   |
| Второй средний вес      | Сауль Альварес    | 19 декабря 2020 |
| Средний вес             | Карлос Адамес     | 7 мая 2024      |
| Первый средний вес      | Себастьян Фундора | 30 марта 2024   |
| Полусредний вес         | Марио Барриос     | 18 июння 2024   |
| Первый полусредний вес  | Альберто Пуэльо   | 24 июня 2024    |
| Лёгкий вес              | Шакур Стивенсон   | 16 ноября 2023  |
| Второй полулёгкий вес   | О'Шаки Фостер     | 6 июля 2024     |
| Полулёгкий вес          | Стивен Фултон     | 1 февраля 2025  |
| Второй легчайший вес    | Наоя Иноуэ        | 25 июля 2023    |
| Легчайший вес           | Дзюнто Накатани   | 24 февраля 2024 |
| Второй наилегчайший вес | Джесси Родригес   | 29 июня 2024    |
| Наилегчайший вес        | Кэн Сиро          | 13 октября 2024 |
| Первый наилегчайший вес | Паня Прадабсри    | 26 декабря 2024 |
| Минимальный вес         | Мелвин Джерусалем | 31 марта 2024   |

### Рекордсмены по защите титула
1) Рекорд по самой продолжительной защите титула в тяжелом весе принадлежит Ларри Холмсу (69-6-0) из США, защищал свой пояс с 1978 по 1983 года, провёл 16 защит титула.
2) Рекорд по самой продолжительной защите титула в первом тяжелом весе принадлежит Хуану Карлосу Гомесу (55-4-0) из Кубы, защищал свой пояс с 1998 по 2001 года, провёл 10 защит титула.
3) Рекорд по самой продолжительной защите титула в полутяжелом весе принадлежит Бобу Фостеру (56-8-1) из США, защищал свой титул с 1969 по 1974 года, провёл 14 защит титула.
4) Рекорд по самой продолжительной защите титула во втором среднем весе принадлежит Найджелу Бенну (42-5-1) из Великобритании, защищал свой титул с 1992 по 1995 года, провёл 9 защит титула.
5) Рекорд по самой продолжительной защите титула в среднем весе принадлежит Марвину Хаглеру (62-3-2) из США, защищал свой титул с 1981 по 1986 года, провёл 10 защит титула.
6) Рекорд по самой продолжительной защите титула в первом среднем весе принадлежит Терри Норрису (47-9-0) из США, защищал свой титул с 1990 по 1993 года, провёл 10 защит титула.
7) Рекорд по самой продолжительно защите титула в полусреднем весе принадлежит Хосе Наполесу (81-7-0) из Кубы, защищал свой титул с 1971 по 1975 год, провёл 10 защит титула.
8) Рекорд по самой продолжительной защите титула в первом полусреднем весе принадлежит Хулио Сесару Чавесу (107-6-2) из Мексики, защищал свой титул с 1989 по 1993 года, провёл 12 защит титула.
9) Рекорд по самой продолжительной защите титула в лёгком весе принадлежит Мигелю Анхелю Гонсалесу (51-5-1) из Мексики, защищал свой титул с 1992 по 1995 года, провёл 10 защит титула.
10) Рекорд по самой продолжительной защите титула во втором полулёгком весе принадлежит двум боксёрам: первый это Альфредо Эскалера (53-14-3) из Пуэрто-Рико, защищал свой титул с 1975 по 1977 года, провёл 10 защит титула, второй Азума Нельсон (38-6-2) из Ганы, защищал свой титул с 1988 по 1993 года, провёл также 10 защит титула.
11) Рекорд по самой продолжительной защите титула в полулёгком весе принадлежит Сальвадору Санчесу (44-1-1) из Мексики, защищал свой титул с 1980 по 1982 года, провёл 9 защит титула.
12) Рекорд по самой продолжительной защите титула во втором легчайшем весе принадлежит Вильфредо Гомесу (44-3-1) из Пуэрто-Рико, защищал свой титул с 1977 по 1982 года, провёл 17 защит титула.
13) Рекорд по самой продолжительной защите титула в легчайшем весе принадлежит  Вирапхол Сахапром (66-4-2) из Таиланда, защищал свой титул с 1999 по 2004 года, провёл 14 защит титула.
14) Рекорд по самой продолжительной защите титула во втором наилегчайшем весе принадлежит Мун Сон Гилю (20-2-0) из Южной Кореи, защищал свой титул с 1990 по 1993 года, и провёл 9 защит титула.
15) Рекорд по самой продолжительной защите титула в наилегчайшем весе принадлежит Пхонгсаклеку Ванчонгкхаму (91-5-2) из Таиланда, защищал свой титул с 2001 по 2007 года, и провёл 17 защит титула.
16) Рекорд по самой продолжительной защите титула в первом наилегчайшем весе принадлежит Чану Джону Гу (38-4-0) из Южной Кореи, защищал свой титул с 1983 по 1988 года, и провёл 15 защит титула.
17) Рекорд по самой продолжительной защите титула в минимальном весе принадлежит Рикардо Лопесу (51-0-1) из Мексики, защищал свой титул с 1990 по 1998 года, и провёл 22 защиты титула, и также это рекорд всей организации.

## Виды поясов

#### Бриллиантовый
В сентябре 2009 года чемпион WBC создали свой новый «Бриллиантовый» пояс. Этот пояс был создан в качестве почетного первенства исключительно на награждение победителя в исторической борьбе между двумя громкими и элитными боксерами. Первый Бриллиантовый пояс был вручен 14 ноября 2009 Мэнни Пакьяо, который выиграл свой шестой титул чемпиона мира в 12-м раунде техническим нокаутом (ТКО) над Мигелем Котто в полусреднем весе в Лас-Вегасе. Другими обладателями такого звания названы Бернард Хопкинс (полутяжелый вес), Серхио Мартинес и Сауль Альварес (средний вес), Флойд Мейвезер-младший (полусредний вес), Нонито Донэйр (второй легчайший вес), Лео Санта Крус (полулегкий вес), Жан Паскаль, Сергей Ковалев (полутяжелый вес), Хорхе Линарес (легкий) и Александр Усик (первый тяжёлый вес). Звание можно защитить, но это не является обязательным требованием. Звание также может быть освобождено в случае долгосрочного отсутствия бойца или уходе из бокса.

#### Серебряный
Версии WBC создал также «Серебряный» титул чемпиона мира в 2010 году. Джастин Сави был первым, чтобы выиграть его на 16 апреля 2010 года, сражаясь против Сирила Тома во Франции. Серебряный титул был создан в качестве замены на временный титул, но в отличие от своего предшественника, боксер-обладатель Серебряного титула не наследуют Полное название освобождаемые чемпион. Версии WBC продолжает признавать промежуточный и чемпионов серебра, а также временных чемпионов серебра.

#### Специальный
Для боя Флойд Мэйвезер — Конор Макгрегор был создан специальный пояс WBC Money Belt, инкрустированный драгоценными камнями общей стоимостью 1 миллион долларов.
Для боя-реванша Александр Усик — Тайсон Фьюри был создан специальный пояс WBC.

## Рейтинг WBC
Рейтинг Всемирного боксёрского совета включает в себя сильнейших боксёров мира в семнадцати весовых категориях. Обновления публикуются ежемесячно на официальном сайте организации.